# McKinley Peak
Der McKinley Peak ist ein 883 m hoher Berg im westantarktischen Marie-Byrd-Land. Er ragt 24 km westlich des Hershey Ridge am südlichen Ende der Ford Ranges auf.
Teilnehmer der ersten Antarktisexpedition (1928–1930) des US-amerikanischen Polarforschers Richard Evelyn Byrd entdeckten ihn bei einem Überflug am 5. Dezember 1929. Byrd benannte den Berg nach der Ehefrau von Ashley Chadbourne McKinley (1896–1970), der als Luftbildfotograf und als zweiter stellvertretender Leiter bei dieser Forschungsreise tätig war.